# دره‌وزان علیا
دره‌وزان علیا(به کردی: دەرۆزان سەروو، Derozan serû) روستایی از توابع بخش زیویه در شهرستان سقز است که در استان کردستان ایران قرار دارد.

## جمعیت
این روستا در دهستان صاحب واقع شده و براساس سرشماری سال ۱۳۸۵، جمعیت آن ۱۰۱ نفر (۱۶ خانوار) بوده‌است.